# Sprogø
Sprogø er en lille ø med areal på 164 ha midt i Storebælt, tilhørende Slagelse Kommune. Øen bruges som forbindelsespunkt til Storebæltsbroen, der forbinder Fyn og Sjælland.

## Øens navn
Stednavnet kendes i flere forskellige former. En af de ældre er Spraa,  som også Holberg anvendte, og som har fået nogle forskere til at mene, at navnet hører sammen med ønavne som Mors, Fur, Als, Møn og Hven, hvis navne går tilbage til et sprog, der blev talt i dansk område lang tid forud for det indoeuropæiske sprog, der tales i dag.[kilde mangler]
Øens navn er senest og grundigst behandlet af Kristian Hald i 1971,[kilde mangler] der som grundform antog et gammeldansk *sprōgh-, beslægtet med dialektordet sprag  og aflydsbeslægtet med engelsk spray (= krat). Hald anså ønavnet for at være et oprindeligt appellativ, der viste til den skovbevoksning på øen, som stadig fandtes i midten af 1600-tallet. Fra sidst i 1600-tallet optræder navnet med efterleddet -ø, der dog først slog endeligt igennem i 1800-tallet.
Oluf Nielsen foreslog i 1880'erne sprove (= spejde) som ophav,  med tanke på Valdemar den Stores tårn, hvorfra kongens mænd holdt udkik efter vendiske sørøvere. Da øen beherskede overfarten mellem Korsør og Nyborg, var der nok at spejde efter – pirater ikke mindst. 

## Forhistorie
Øen er gennem 15.000 år formet af isen, havet og mennesker. Således er bakkerne, de såkaldte hatformede bakker på øen, f.eks. Fyrtårnsbakken, formet langs en isrand, der for 13-15.000 år siden strakte sig fra Langeland til Halsskov. I årtusinderne derefter udgjorde Sprogø blot et højdedrag inde i et udstrakt fastland, der frem mod 6500 f.Kr. langsomt blev opslugt af en stor havstigning, hvorved Storebælt dannedes. Sprogø kom derved til at ligge centralt placeret midt i bæltet, og har i årtusinder været base for beboelse og en bekvem mellemstation for sejlads mellem landsdelene. De tidligste bønder bosatte sig herude ca. 4000 f.Kr. for at drive landbrug, jage og fiske, og øen var derefter beboet i mange af Danmarks forhistoriske perioder.

## Valdemar den Store
I 1070 skal Adam af Bremen have udtalt: "Mellem Sjælland og Fyn ligger der en meget lille ø, som kaldes Sprogø. Den er en røverkule og en ren rædsel for de forbifarende." Sprogø blev på den tid brugt som base af venderne til sørøvertogter.  Fyrtårnet fra 1868 er bygget på resterne af en gammel borg fra 1167, opført af Valdemar den Store. Ruinerne, der er de ældst daterede fæstningsværker i Danmark, er i dag restaureret af Nationalmuseet.  Kong Valdemars borg var et led i et system af rigsborge, der bl.a. i Storebælt skulle sikre overfarterne og værne mod de vendiske sørøvere, og var af den såkaldte kastelstype, havde en firkantet ydermur, der afskærmede en borgplads på ca. 26 x 32 m, samt et firkantet tårn. Fundamenterne blev bygget af kampesten lagt i kalkmørtel. Derudover har der været anvendt munkesten, som dengang var et helt nyt byggemateriale. I Aarbøger for nordisk Oldkyndighed og Historie står: "At datiden lagde megen vægt på anvendelsen af dette nye materiale, synes iblandt andet at fremlyse af den bekendte indskrift på en blyplade, der blev funden i Valdemar den Stores grav i Ringsted, hvor det særlig omtales, at kongen byggede muren på Dannevirke og tårnet på Sprogø af brændte mursten." 
Resterne af den nordlige del af muren omkring Valdemars tårn fremstår i dag som fredet fortidsminde, lige nedenfor fyrtårnet på nordsiden af Fyrtårnsbakken, og kan ses fra tog og bil. Arkæologer har fundet murværk, der hører til det ældste murstensbyggeri i Danmark. 
Øen nævnes som et af kongens mange jagtområder i kong Valdemars jordebog fra ca. 1230.
Under De fredløses krig blev Sprogø indtaget af den norske krone og den fredløse Marsk Stig, der befæstede øen og benyttede den som base for den norske konges og de fredløses aktiviteter i de danske farvande i fra 1290 til fredsslutningen i 1308.
Korsørs ældste købstadsrettigheder skal være givet i 1425 af Erik af Pommern, og indbefattede "Fægang paa Sprogø", dvs fri græsning på øen. 
Omkring 1520 bosatte Christian II hollandske bønder på Sprogø, hvis efterkommere drev landbrug der i henved 120 år.

## "Gid du sad på Sprogø!"
Peder Syv omtalte Sprogø, fordi ønavnet indgik i talemåden, kendt fra 1671, Gid du varst paa Spravø! (rettet af Peder Syv selv fra "Spravø" til "Sprovø"), en forbandelsesformular bygget på tanken om Sprogøe som et ubehageligt opholdssted.  Kong Frederik 2. befalede i 1572, at der skulle bygges et hus for nødstedte rejsende på Sprogø, så de var sikret mad og overnatning. Han havde selv under en rejse fra Kolding til København i 1569 oplevet at sidde landfast på øen uden at få hverken vådt eller tørt. Hans søn Christian 4. overnattede i logiet under en rejse i 1620. I 1810 nedbrændte englænderne alle øens bygninger, og under sin hjemrejse fra forhandlinger om Kielerfreden, tilbragte Frederik 6. i februar 1814 fem døgn på Sprogø under kummerlige forhold. I maj samme år fik Generalpostdirektionen ordre om at købe øen af stamhuset Juelsberg, og hente fem bindingsværksbygninger fra Korsør til logi for rejsende. I 1822 fik postvæsenet opført en bygning kaldt "Hotellet" med ti værelser for pænere rejsende, og tyve loftsrum til de øvrige. I 1853 var prisen for en overnatning på Sprogø i egen seng 64 skilling, men delte man seng med en anden, var prisen kun 48 skilling på hver. Plads i hængekøje eller på madras kostede 32 skilling.
Ludvig Holberg måtte under en overfart i 1709 selv overnatte på Sprogø, som han kaldte ved øens gamle navn Spraa.  Han var ikke særlig tilfreds med forholdene, og citatet i overskriften er hans. Den eneste seng, man havde at tilbyde rejsende, kostede hele to rigsdaler. 

## Det 20. århundrede
I starten af 1900-tallet var øen ejet af De Danske Statsbaner og tjente som telegrafstation og mellemstation for isbådene, når Storebælt i isvintre frøs til. I 1922 blev øen forpagtet og dannede rammen om et hjem, som De Kellerske Anstalter drev for kvinder, som var kendt umyndige på grund af evnesvaghed, men som i virkeligheden ofte bare – ifølge datidens moralbegreber – blev anset som seksuelt løsagtige af myndighederne. Stifteren Christian Keller, der også oprettede Livø-anstalten for mænd, definerede dem i 1919 som "…den klasse af let åndssvage kvinder, hvis erotik frembyder en væsentlig fare i det frie samfund for udbredelse af kønssygdomme". Et tvangsophold på hjemmet varede gennemsnitligt i omkring syv år. Der var plads til omkring 50 kvinder. 
I et læserbrev i Politiken i april 1922 skrev formanden for Den antropologiske komité, Søren Hansen, om nødvendigheden af at oprette anstalten: "... navnlig fordi det afkom, de bringer til verden, gennemgående er af meget ringe kvalitet" og at ø-anstaltens "vigtigste opgave netop skal være at formindske den store økonomiske byrde, som det åndeligt defekte afkom er for samfundet, og at den altså i det lange løb skulle betale sig". Doktor i specialpædagogik Birgit Kirkebæk har skrevet Sprogø-pigernes historie, baseret på atten journaler.  Jussi Adler-Olsen har skrevet kriminalromanen Journal 64, også baseret på forholdene ved kvindehjemmet. 
Kvinderne var på Sprogø isoleret fra det øvrige samfund, og drev øen som en landbrugsejendom. Den dækkede ca. 70 tønder land, indtil den faste forbindelse med Ny-Sprogø mere end fordoblede øens areal.
Kvindehjemmet på Sprogø fungerede i knap 40 år, idet den sidste kvinde forlod anstalten 1. april 1961.
På Sprogø er der rejst en mindesten for læge Kristian Keller der oprettede kvindehjemmet i 1922. Kvinderne der har været anbragt på Sprogø fik den 8. april 2025 også deres helt eget mindesmærke på øen. Ved indvielsen af mindesmærket i 2025 var blandt andet tidligere anbragt på Sprogø, Regine Løndorf, til stede. Desuden kunstneren der har udført mindesmærket, Nanna Drewes Brøndum og en af initiativtagerne til mindesmærket, leder af Dansk Forsorgshistorisk Museum i Slagelse, Henning Jahn.

## Storebæltsbroprojektet
Før Sprogø blev landfast i 1997 var det en 0,38 km² stor ø.
Efter etableringen af broanlæggene er arealet ca. firdoblet til 1,52 km². Sprogø fyr blev fredet i 1987, et år før vedtagelsen af Storebæltsbroen i Folketinget. Broprojektet har derfor måttet tage hensyn til det gamle fyrtårn, omend det ikke er muligt at gøre holdt og bese fyret.
Den sydlige del af øen er fredet og lukket for offentligheden af hensyn til en bestand af klokkefrøer og den særlige flora, som er betinget af det særlige Storebæltsklima med ringe nedbør og mange solskinstimer.